# Нунвайллер, Раду
Раду Нунвайллер (рум. Radu Nunweiller; 16 ноября 1944, Бухарест) — румынский футболист, нападающий. В марте 2008 года он был награждён орденом «Спортивные заслуги» III степени «в знак признательности за участие в финальном турнире чемпионата мира 1970 года в Мексике и за всю деятельность».

## Клубная карьера
Он начал свою футбольную карьеру в клубе «Танарул Динамович» и играл там в молодежных командах. В 1962 году он стал футболистом клуба «Вииторул Бухарест». Затем он был вызван в команду. 21 октября 1962 года он дебютировал в первой румынской лиге в матче против «Стяуа». Это был его единственный матч в лиге за «Вииторул».
Летом 1963 года Нунвайллер перебрался в «Динамо Бухарест». Он достиг своих первых успехов в Бухарестском клубе в сезоне 1963/1964, когда выиграл национальный чемпионат и Кубок Румынии. Вместе с «Динамо» он был чемпионом пять раз в сезонах: 1963/1964, 1964/1965, 1970/1971, 1972/1973 и 1974/1975 и четыре раза занимал второе место в сезонах: 1966/1967, 1968/1969, 1973/1974 и 1975/1976. В сезоне 1967/1968 он выиграл свой второй кубок Румынии. Он играл за бухарестское «Динамо» 13 лет.
3 октября 1973 года «Динамо» обыграло в матче Кубка чемпионов североирландский «Крусейдерс» со счётом 11:0. В этой игре покер сделали сразу два игрока «Динамо» — Раду Нунвайллер и Дуду Джорджеску.
Летом 1976 года Нунвайллер покинул «Динамо Бухарест» и перешёл в «Корвинул Хунедоара». В 1979 году он упал с ним во вторую лигу и после этого Нунвайллер принял решение завершить карьеру. Всего в высшей румынской футбольной лиге он сыграл 333 матча, забив 40 голов.

## Карьера в сборной
В сборной Румынии Нунвайллер дебютировал 21 сентября 1966 года в товарищеским матчем против ГДР. Тренер Анджело Никулеску вызвал его на чемпионат мира 1970 года. Он играл в трёх матчах с Англией (0:1), Чехословакией (2:1) и Бразилией (2:3). С 1966 по 1975 год он сыграл 42 матча в сборной и забил в них 2 мяча.

## Тренерская карьера
После окончания футбольной карьеры Нунвайллер стал тренером. Он возглавлял швейцарские клубы «Мартиньи-Спортс», «Лозанна», «Этуаль Каруж», «Шенуа» и «Ивердон» и румынский «УТА Арад».

## Достижения
«Динамо Бухарест»
- Чемпион Румынии (5): 1963/64, 1964/65, 1970/71, 1972/73, 1974/75
- Обладатель Кубка Румынии (2): 1963/64, 1967/68

## Личная жизнь
Раду Нунвейллер происходит из семьи, состоящей из шести братьев, старший из которых, Константин, был игроком в водное поло, а остальные пятеро: Думитру, Ион, Лицэ, Виктор и Эдуард были футболистами, каждый из которых прошёл хотя бы один этап в своей карьере в «Динамо Бухарест». Они стали причиной того, почему клуб получил прозвище «Красные псы».